# 克萊奧冰川
77°26′S 162°2′E / 77.433°S 162.033°E
克萊奧冰川（英語：Clio Glacier），是南極洲的冰川，位於維多利亞地的斯科特海岸，屬於奧林匹斯山脈的一部分，處於歐洛斯嶺東面，長1.6公里，現時由南極條約體系管理。